# Ludźmierz
Ludźmierz – wieś w Polsce położona w województwie małopolskim, w powiecie nowotarskim, w gminie Nowy Targ.

## Położenie
Ludźmierz położony jest w południowej Małopolsce w regionie geograficznym Kotlina Nowotarska i historyczno-etnograficznym Podhale, na lewym brzegu Czarnego Dunajca około 2 km na zachód od Nowego Targu i ok. 85 km na południe od Krakowa.

## Historia
W 1333 roku wieś została osadzona na prawie magdeburskim. Zasadźca wsi, niejaki Mikołaj Kuznich, otrzymał prawo wykarczowania lasów leżących nad potokiem Lepietnicą oraz po obu brzegach Czarnego Dunajca i Wielkiego Rogoźnika. Lokowana wieś miała obejmować 16 łanów frankońskich. We wsi miała być wybudowana karczma, jatki mięsne, piekarnia, zakład szewski oraz młyn – wszystkie miały stanowić uposażenie sołtysa. Wieś duchowna Ludzimierz, własność opactwa cystersów szczyrzyckich położona była w drugiej połowie XVI wieku w powiecie sądeckim województwa krakowskiego.
W okresie zaborów Ludźmierz wraz z Krauszowem i Rogoźnikiem stanowił odrębne dominium. W wyniku reform józefińskich majątek klasztorny w Ludźmierzu został skonfiskowany na rzecz Funduszu Religijnego (1782). 7 czerwca 1819 roku klucz ludźmierski w drodze licytacji nabyty został przez Wojciecha Przerwę Tetmajera za cenę 14095 florenów. W latach 1824–1859 właścicielem Ludźmierza była pochodząca z Węgier rodzina Homolaczów. W 1859 roku majątek ludźmierski w drodze pierwokupu nabył Adolf Przerwa Tetmajer. W latach 1877–1883 trwał proces pozbywania się dóbr. Zabudowania dworskie z ogrodem i polem „dunajczyska” nabyli Żydzi z Nowego Targu.
W 1811 roku grunty ludźmierskie były podzielone na 9 ról kmiecych, 1 rolę kościelną, 1 rolę pańską i 4 zagrody. Role kmiece nosiły nazwy: Waloszowa, Klejowa, Krasoniowa, Siutowa, Jachymowa, Czajowa, Glistowa, Handzlowa, Parcicowa lub Górzowa.
Do 1954 roku istniała gmina Ludźmierz. W latach 1954–1972 wieś należała i była siedzibą władz gromady Ludźmierz. W latach 1973–1976 miejscowość była siedzibą gminy Lasek. W latach 1975–1998 miejscowość administracyjnie należała do województwa nowosądeckiego.
W Ludźmierzu znajduje się siedziba Zarządu Głównego Związku Podhalan. W otwartym po przebudowie w styczniu 2024 r. Domu Podhalańskim oprócz sekretariatu ZG ZP swoją siedzibę ma również Instytut Dziedzictwa Niematerialnego Ludów Karpackich, zarządzany przez Małopolskie Centrum Kultury „Sokół” w Nowym Sączu.

## Zabytki
Obiekt wpisany do rejestru zabytków nieruchomych województwa małopolskiego.
- Kościół parafialny pw. Wniebowzięcia NMP

## Religia
W roku 1234 w Ludźmierzu rozpoczęła się budowa kościoła. Cystersi z Jędrzejowa otrzymali z rąk Teodora Gryfity ziemię zwaną Ludźmierz i w 1238 roku zakończyli budowę kościoła. Cystersi zostali w Ludźmierzu aż do roku 1824.
W Ludźmierzu znajduje się Sanktuarium Maryjne pod wezwaniem Wniebowzięcia Najświętszej Marii Panny, które 18 maja 2001 zostało podniesione do godności bazyliki mniejszej. Jest to religijne centrum Podhala oraz stanowi cel wielu pielgrzymek.